# Преображенський Новгород-Сіверський чоловічий монастир
Преображенський Новгород-Сіверський чоловічий — монастир у Новгороді-Сіверському, заснований в XI ст. Входить до складу Новгород-Сіверського історико-культурного музею-заповідника «Слово о полку Ігоревім». Контролюється УПЦ московського патріархату.
Є одним із найбільш давніх монастирів-фортець, що зберігся на території України. Розташований на високому березі річки Десна і її притоки озера Жгань та є місцевою прикрасою гармонійно поєднаною із навколишнім ландшафтом. На відміну від Троїцького монастиря, який розташовувався в самому місті Новгород-Сіверський, Спасо-Преображенський монастир розташувався за межами міста. Увійшов до складу міста на початку 19 століття. Є єдиним вцілілим монастирем Новгород-Сіверського. Домінантою монастиря є Свято-Преображенський собор, побудований протягом 1791—1817 років за проектом архітектора Джакомо Кваренгі (роботами керував Іван Яснигін).

## Історія
Час заснування монастиря точно не встановлено. За легендою, — заснований у 1033 році князем Мстиславом Володимировичем. Первинно був забудований дерев'яними спорудами, але за свою довгу історію існування змінив свій первинний вигляд. Першими кам'яними спорудами монастиря були Спасо-Преображенський собор і церква Петра та Павла, які були побудовані в XII столітті (точні дати зведення невідомі).

## Споруди монастиря

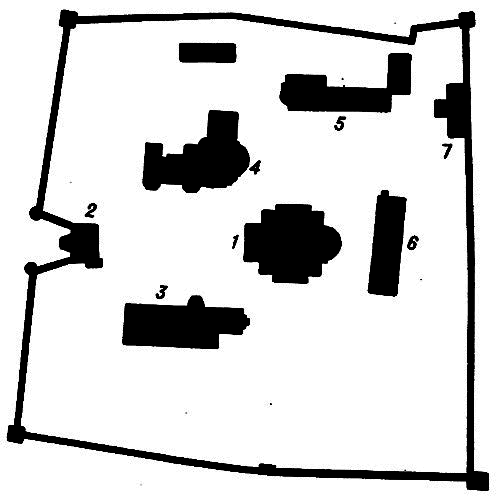
Загальний план монастиря.

На території монастиря розташовані:
- Спасо-Преображенський собор;
- надбрамна вежа-дзвіниця;
- церква Петра та Павла з палатним корпусом;
- покої настоятеля з Іллінською церквою;
- келії
- бурса;
- оборонні вежі та стіни.

### Надбрамна вежа-дзвіниця

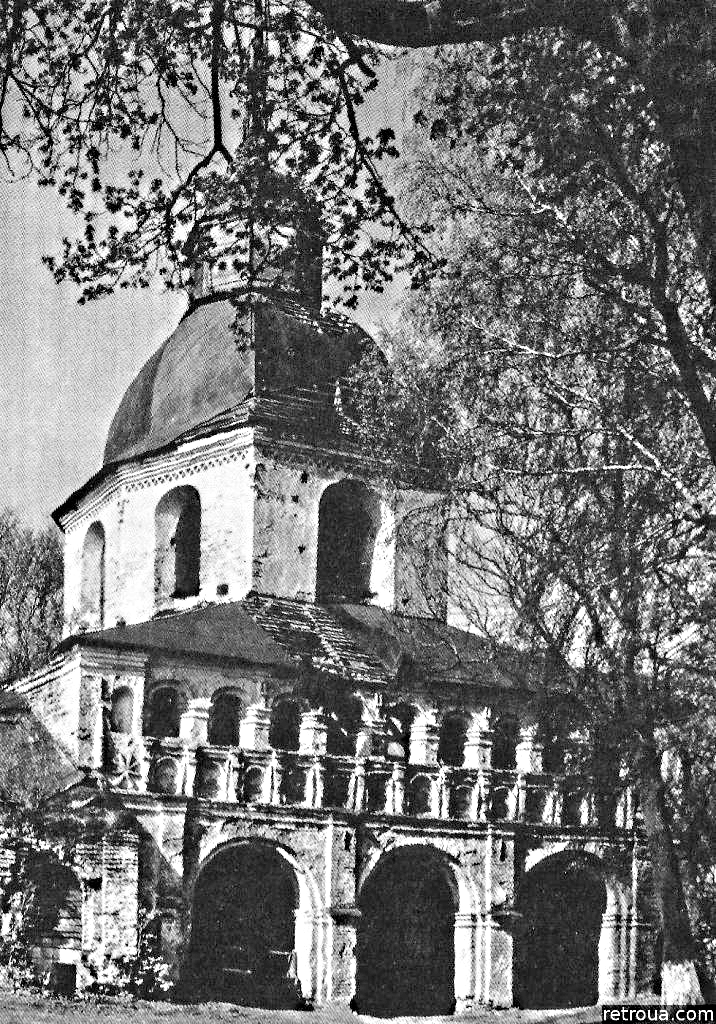
Надбрамна вежа-дзвіниця. 1978 рік.

### Оборонні вежі та стіни
Є унікальною пам'яткою збереженого зразка фортифікаційного будівництва XVII—XVIII століття. Стіни й вежі цегляні, утворюють у плані чотирикутник, загальна протяжність майже 800 метрів. У 1830—1832 рр. шатрові, вкриті тесом дахи на вежах розібрані, а покриття веж замінено шлемовидними куполами (глухі восьмигранними барабанами зі шпилем). Бокові вежі прямокутні, двоярусні. У першому ярусі — бійниці, у другому — вікна, що виходили спочатку на бойову галерею. Міжярусні перекриття плоскі на дерев'яних балках. Горищне перекриття не має.
Вежі біля головних воріт круглі, двоярусні, мають багато прикрас фасаду. У першому ярусі п'ять радіально розташованих бійниць із плоскими дубовими перемичками. Міжярусні перекриття плоскі на дерев'яних балках. Також у 1830—1832 роках у зв'язку з втратою оборонного значення верхня частина стін із бійницями й дерев'яною бойовою галереєю була розібрана й на її місці зведено декоративний аттик.
Перед головними воротами в'їзної вежі-дзвіниці був сухий рів, облицьований цеглою, який у 1850 році було засипано. Під час Другої Світової війни було втрачено значну частину північно-західної частини стіни разом із круглою напіввежею.

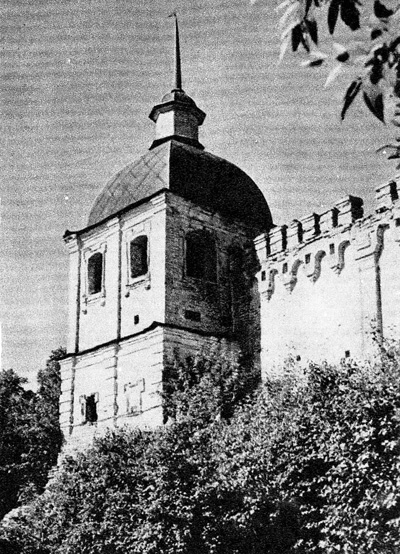
Північно-західна вежа. 1978 рік.
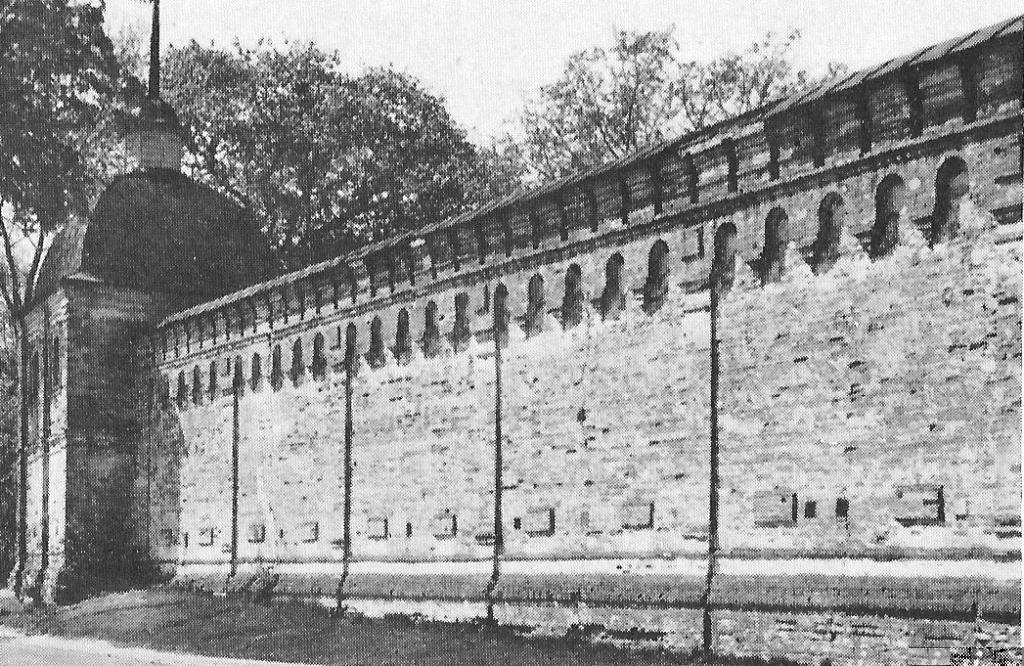
Стіна з південно-західною вежею. 1978 рік.
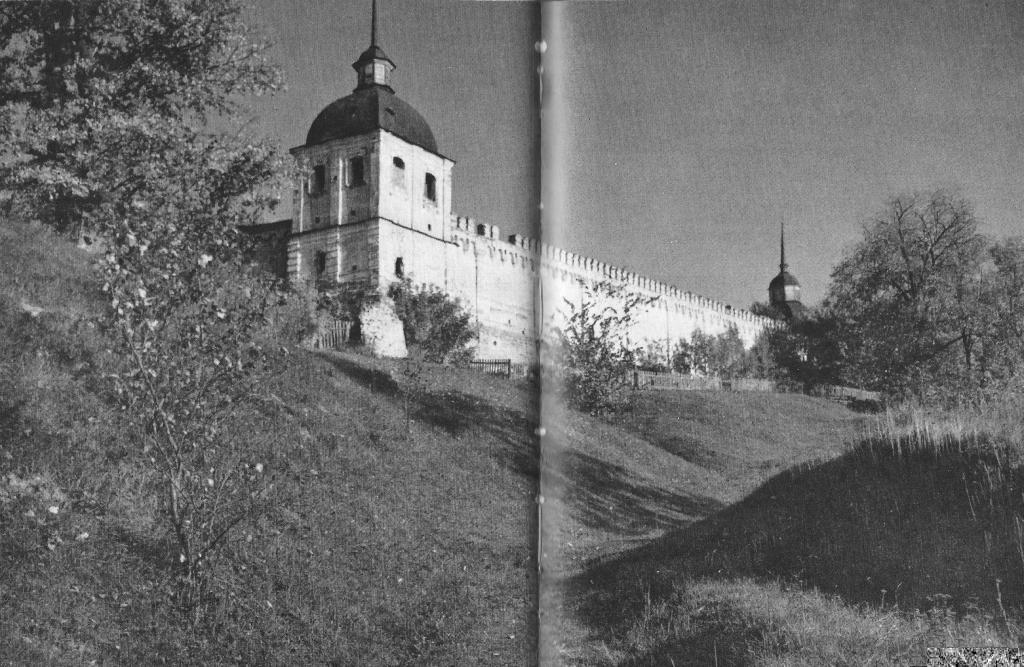
Стіна з північнно-західною вежею. 1978 рік.
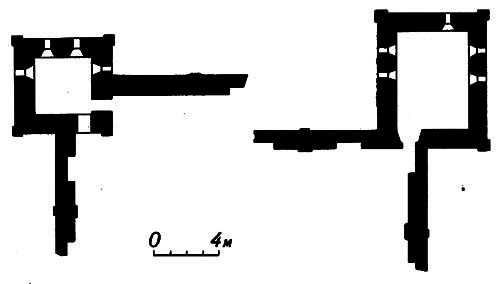
Південно-східна й північно-східна вежі. Плани другого ярусу..png

### Церква Петра та Павла з палатним корпусом
Самобутня пам'ятка кам'яної архітектури XVII століття. Цегляна споруда. Одноповерхова. Складається з церкви на честь Петра та Павла й келій із трапезною. Церква в ім'я Петра та Павла одноярусна, прямокутна з п'ятигранною апсидою. Перекриття створені системою східчастих арок у два яруси, які утворюють перехід до восьмигранну барабану з куполом.
Келії прямокутні, внутрішні перекриття зі склепіннями. До келій примикає прямокутна зала трапезної. Стеля трапезної має хрестові склепіння, які спираються на стіни й центральний стовп через арки. Зовні покриті двосхилим залізної покрівлею. Північний і східний фасади споруди прикрашені аркатурним фризом і оригінальним орнаментом, мотиви якого, ймовірно, запозичені з архітектури домонгольського періоду.

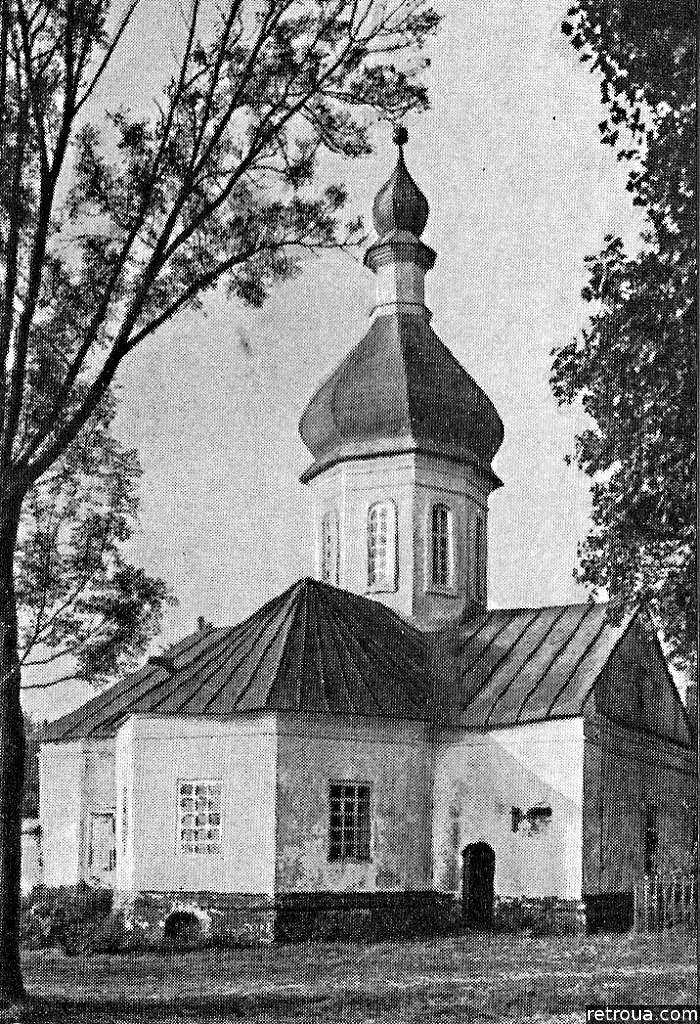
Церква Петра та Павла з палатним корпусом. 1965 рік.
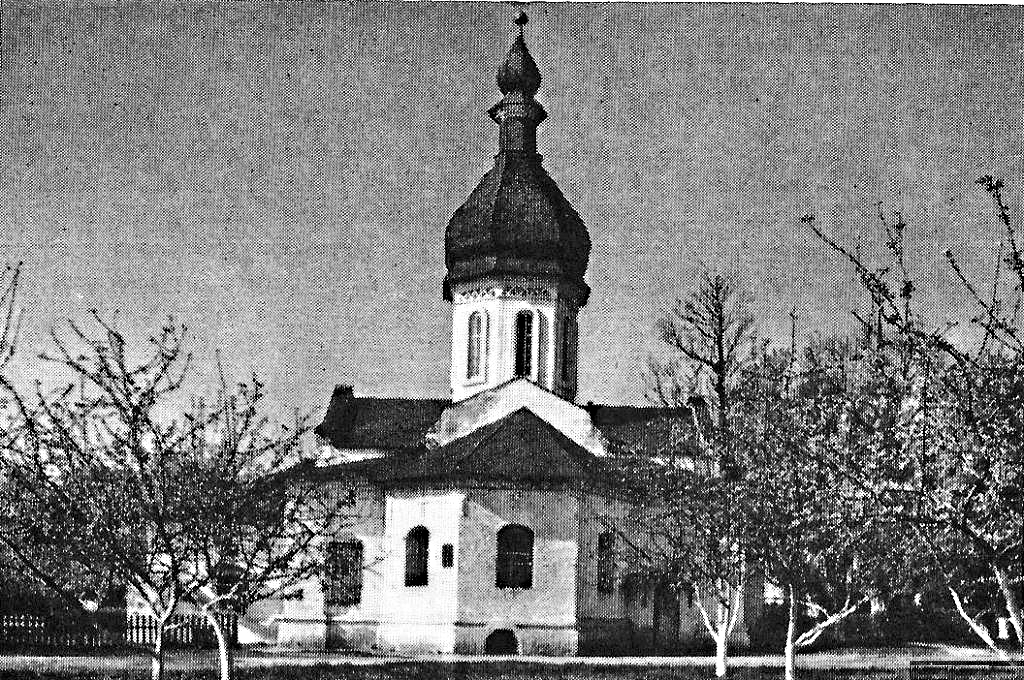
Церква Петра та Павла з палатним корпусом. 1978 рік.
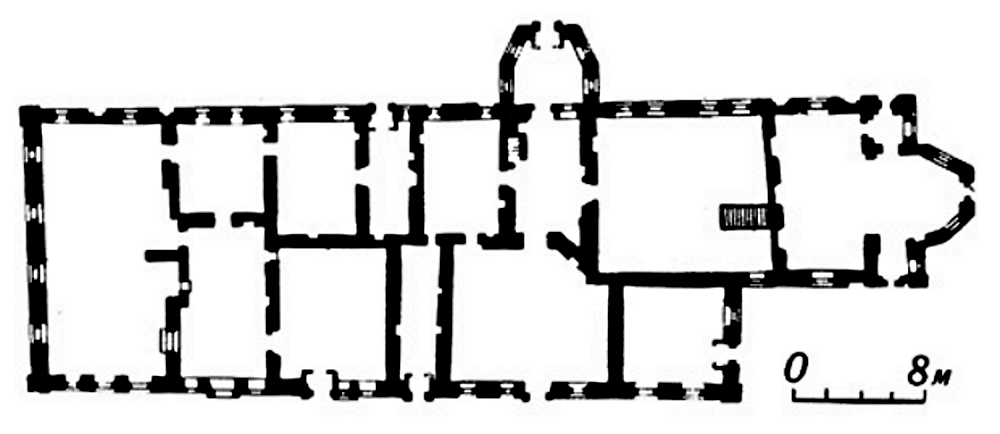
Церква Петра та Павла з палатним корпусом. Загальний план.

### Корпуси келій
Є пам'яткою кам'яної житлової архітектури XVII століття в стилі бароко.
Цегляна, одноповерхова. Прямокутна в плані, з апсидою. Має під собою глибокий підвал. Перекриття зі склепіннями. Дах келії двосхилий, критий залізом.

## Настоятелі

### Константинопольський патріархат
1. Вассіан. Архімандрит. За його наставництва в 1552 році, кримський хан Девлет I Ґерай зі своїм військом спалив монастир.[4][5]
2. Варлам.[4][5]
3. Варсонофій. Архімандрит.[4][5]
4. Захарій.[4][5]
5. Корнилій. Архімандрит.[4][5]
6. Йосип Томашевич.[4][5]
7. Сильвестр Шафранський.[4][5]
8. Михайло Лежайський. Архидиякон. Призначений 2 лютого 1670 року, із возведенням його в сан архимандрита. За його наставництва побудовані муровані стіни, мурований корпус настоятеля, муровані братські келії, дзвіниця. Помер 1699 року.[4][5]
9. Йоаникій Галятовський. Призначений 1687 року. Переведений із Чернігівського Єлецького монастиря. Помер 2 січня 1688 року.[5]

### Московський патріархат
1. Димитрій Туптало. (святий Димитрій, митрополит Ростовський). Призначений 17 вересня 1699 року. Переведений із Чернігівського Єлецького монастиря. У монастирі він закінчив третю частину своєї праці Четьї-Мінеї. Тут же почав писати Мартиролог, або страждання учнів за місяцями і числами. 23 березня 1701 року призначений митрополитом Сибірським.[4][5]

### Синодальний період Російської православної церкви
1. Никон. Призначений 1702 року. Переведений із Чернігівського Єлецького монастиря. Помер 1 лютого 1710 року.[4][5]
2. Антоній Стаховський. Призначений у 1703 році. 20 вересня 1713 року призначений архієпископом Чернігівським.[4][5]
3. Геннадій Степанович.[4][5]
4. Йосип Гугуревич.[4][5]
5. Ніл Березовський. Призначений 1727 року. Переведений із Чернігівського Єлецького монастиря. Зібрав докупи документи на майно монастиря (грамоти, універсали). Активно обстоював майнові права монастиря, за що зазнав насилля. Помер у 1733 році.[4][5]
6. Фадей Какуйлович. Архимандрит. Призначений 1733 року. Через конфлікт із графом Головкіним за монастирські землі, був усунутий від наставництва, та 1738 року відправлений у Білгород до архієпископа Петра.[4][5]
7. Созонт Волинець. Вперше призначений 27 лютого 1727 року із возведенням його в сан архимандрита. Через небажання братії монастиря мати собі Созонта за архимандрита, був перепризначений у Кам'янський Стародубський Свято-Успенський монастир. Вдруге був призначений 28 січня 1738 року. Помер 1742 року.[4][5]
8. Варнава.[4][5]
9. Афанасій Новаковський.[4][5]
10. Сосипатр Коропович. Архимандрит. Призначений 1750 року. Переведений із Костянського Почепського Троїцького монастиря. Через невміле управління монастирським майном, постійні скарги на нього духівництва, був усунутий від наставництва монастиря.[4]
11. Арсеній Могилянський. Архієпископ Переяславля-Залєського. Призначений 1752 року. 22 жовтня 1757 року висвячений на митрополита Київського, Галицького та всієї Русі.[5]
12. Феоктист. Призначений з жовтня 1763 року. За його наставництва виник конфлікт між ним і монахами. Вони звинувачували його в жорстокості, а він монахів у розкраданні монастирського майна. Слідство з даного питання тривало, навіть після його смерті, яка сталася в 1770 році.[4][5]
13. Дмитро Грозинський. Призначений 1770 року. Переведений із Петергофської Троїцько-Сергіївської пустині. Помер у 1770 році.[4][5]
14. Кіприян. Прибув у монастир на спокій. Був тимчасовим наставником монастиря протягом 1770 — початку 1771 років. Родом із містечка Вороніж, Кролевецького повіту.[4][5]
15. Йосип Тимошевич. Призначений 11 березня 1771 року переведений із Московського Златоустівського монастиря. У 1773 році позивається до підкоморного повітового суду, про повернення монастирю дарованих у 1633 році бортневих та рибних місць. Помер 1 грудня 1775 року.[4][5]
16. Паїсій Яновський. Помер на початку 1777 року.[4][5]
17. Євстафій Пальмовський. Призначений 1777 року. Переведений із Чернігівського Троїцько-Іллінського монастиря. Із відкриттям Новгород-Сіверської єпархії, та призначення монастиря для кафедри єпископа, 14 серпня 1785 року переведений до Києво-Печерської лаври.[4][5]
18. Йоан Островський. Архимандрит. Призначений 10 вересня 1797 року, у зв'язку із ліквідацією Новгород-Сіверської єпархії 1 січня 1797 року, та призначення колишнього Новгород-Сіверського єпископа Іларіона, єпископом Білоруським і Могильовським. Переведений із Новгородського Юріївського монастиря. Після залишення Іларіона в монастирі, 31 грудня 1797 року переведений у Новгородський Антонієвий монастир.[4][5]
19. Іларіон Кондратковський. Єпископ Новгород-Сіверський. У зв'язку із ліквідацією Новгород-Сіверської єпархії 1 січня 1797 року, був призначений єпископом Білоруським і Могильовським, але через хворобу відмовився від посади. 24 жовтня 1797 звільнений зі збереженням платні і залишений в Спасо-Преображенському Новгород-Сіверському чоловічому монастирі, яким керував до своєї смерті, 12 січня 1799 року.[4][5]Похований на території монастиря, у стіні під теплою церквою.[6]
20. Феофан Шіянов-Чернявський. Архімандрит. Призначений 22 березня 1799 року. Переведений із Чернігівського Єлецького монастиря. 12 лютого 1800 року переведений на посаду вікарія Київської митрополії.[4][5]
21. Єронім Яновський. Архімандрит. Призначений 1800 року. Переведений із Києво-Михайлівського монастиря. Написав «Короткий опис Новгород-Сіверського Спаського монастиря»[7]. Помер 16 січня 1814 року.[4][8][5]
22. Інокентій Тихомиров. Призначений 14 серпня 1814 року. Переведений із Боровського Пафнутієвського монастиря. Помер 8 червня 1824 року.[4][5]
23. Геннадій Баранович. Призначений 1 березня 1825 року. Переведений із Свято-Данилівського (Йосифо-Волоколамського) монастиря. За його наставництва вежі та дзвіниця покриті залізом, замість драні. Помер 8 серпня 1845 року. У миру Георгій. Уродженець села Смолянка, Ніжинського уїзду.[4][5]
24. Афанасій. Призначений 16 квітня 1846 року. Помер 23 вересня 1848 року. За його наставництва стара цвинтарна Всіх Святих церква розібрана, а на її місці зведено новий храм в честь Святої Троїці.[4][5]
25. Никанор Пилаєв. Архимандрит. З 6 листопада 1848 року. Переведений із Ніжинського Благовіщенського чоловічого монастиря «Назарет Пресвятої Богородиці». За його наставництва московський новоспаський архімандрит Аполлос Олексіївський, наставником якого був Єронім Яновський, надав у монастириську різницю багато матерій та риз, встановив на могилі Єроніма Яновського пам'ятник, а також надіслав два великих дзвона. Його старанням у соборному храмі Преображення Господнього влаштовано два престоли — у честь Успіння Пресвятої Богородиці та святого Димитрія, митрополита Ростовського. За його наставництва реконструйовані братський корпус та покої наставника. Уродженець Тульської губернії. Кавалер ордена святої Анни 2 ступеня. Помер 24 липня 1855 року.[4][5]
26. Венедикт Курковський. Син священика. Призначений 1855 року. Переведений із Санкт-Петербургу. Помер 1860 року.[4][5]
27. Вассіан Чудновський. Призначений 22 квітня 1861 року. Переведений із Ніжинського Благовіщенського чоловічого монастиря «Назарет Пресвятої Богородиці».[5]
28. Анатолій Станкевич (при народженні — Станкевич Олександр Андрійович). Архимандрит. Призначений 13 березня 1867 р. З 1868 року був доглядачем Новгород-Сіверського духовного училища. Автор історичного опису монастиря, надрукованого в 1867 році.[9]29 квітня 1876 року переведений до Симбірської духовної семінарії.[5]

### РПЦвУ
1. Серафим Лісовий. Ієромонах. Призначений 27 липня 1999 року.
2. Гавриїл Рибальченко. Ієромонах. Призначений 8 серпня 2001 року, із возведенням його в сан ігумена[10]
3. Володимир Мельник. Архимандрит. Призначений 26 липня 2004 року.[11]
4. Никодим (Пустовгар) Ієромонах. Призначений 27 липня 2007 року, із возведенням його в сан ігумена[12].